# Varda, Sveti Jurij v Slovenskih Goricah
Varda este o localitate din comuna Sveti Jurij v Slovenskih goricah, Slovenia, cu o populație de 102 locuitori.